# Vetenskapsåret 1764

## Händelser
- Joseph Black beskriver specifik och latent värmekapacitivitet.
- Engelsmannen James Hargreaves uppfinner Spinning Jenny.

## Pristagare
- Copleymedaljen: John Canton, brittisk fysiker.

## Födda
- 3 april - John Abernethy (död 1831), engelsk kirurg.
- 17 september - John Goodricke (död 1786), engelsk astronom.
- 10 november - Andrés Manuel del Río (död 1849), spansk kemist.
- Alexander Mackenzie (död 1820), skotsk-kanadensisk upptäcktsresande.
- Maria Medina Coeli (död 1846), italiensk forskare

## Avlidna
- 20 november - Christian Goldbach (född 1690), preussisk matematiker.